# Artemide Efesia
L'Artemide Efesia (o Artemide Farnese) è una scultura risalente al II secolo d.C. della dea Artemide. In alabastro giallo, fa parte della Collezione Farnese ed è conservata presso il Museo archeologico nazionale di Napoli (inv. 6278).
La statua rappresenta l'immagine cultuale presente nel tempio di Artemide a Efeso. Originariamente l'immagine cultuale era in ebano, ricoperta di vesti preziose e gioielli periodicamente rinnovati per mezzo di elaborate cerimonie.

## Storia

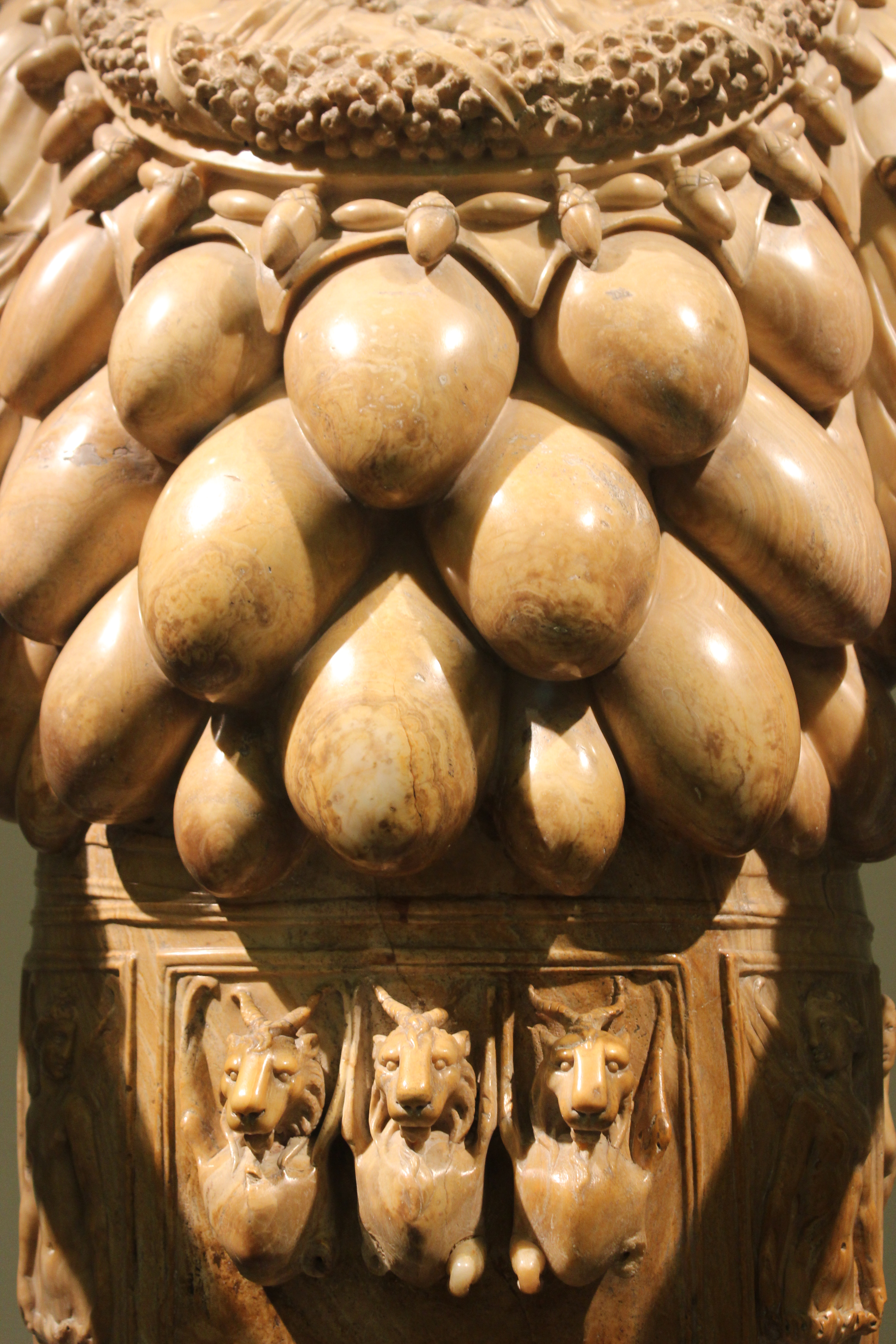
Dettaglio del petto e del pettorale.

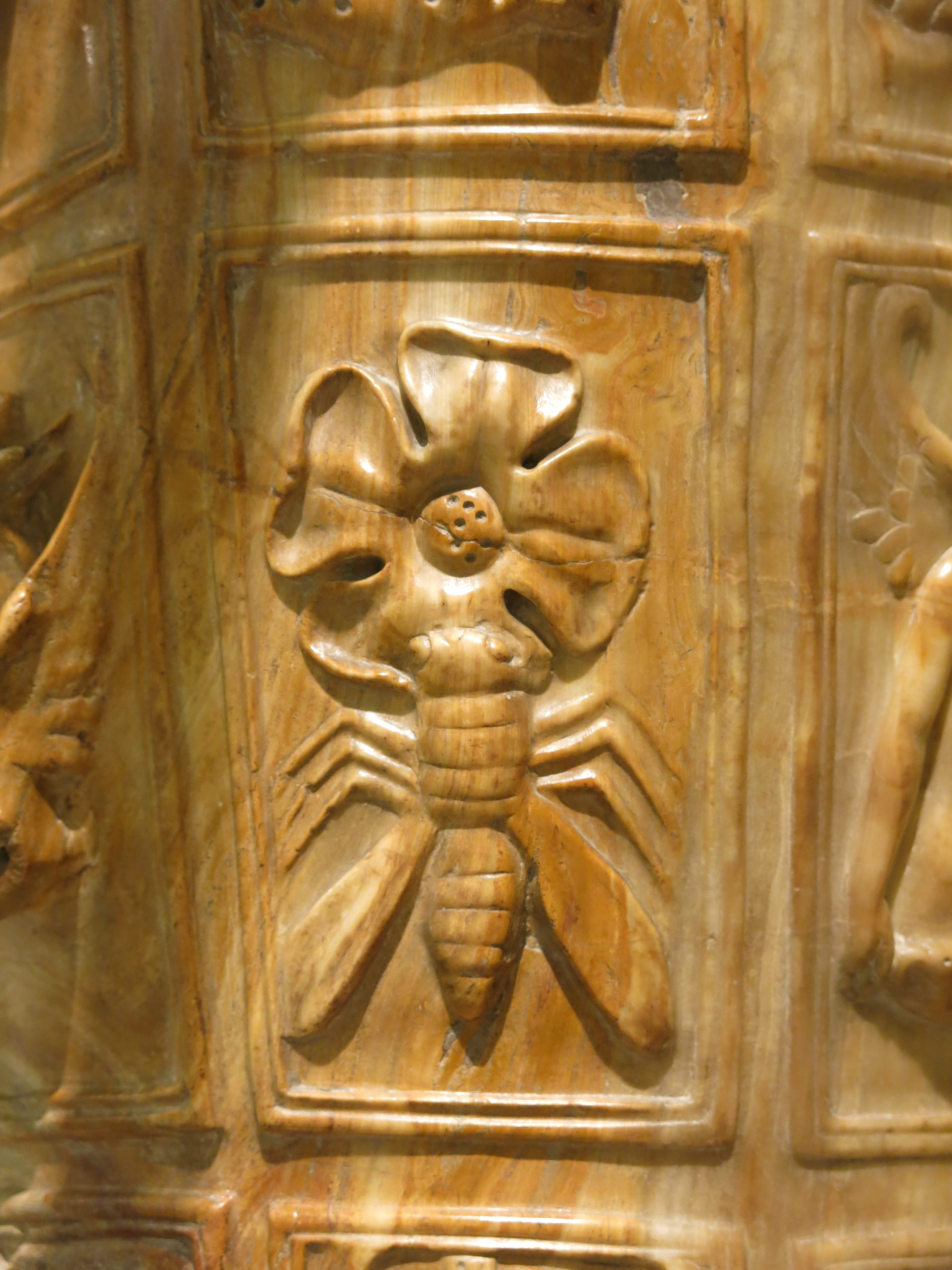
Api e fiori che decorano l'abito.

Rinvenuta a Tivoli nella Villa Adriana, è una copia di epoca adrianea della statua di culto venerata nel santuario di Efeso. La sua postura rigida testimonia dell'arcaicità dell'iconografia. Dea della natura e dominatrice delle fiere, la statua è decorata con protomi di leoni, grifi, cavalli, tori, api, e anche sfingi e fiori. Il petto è caratterizzato da quattro file di mammelle (a volte interpretati come scroti di toro) simbolo di fertilità, mentre il pettorale racchiuso da una ghirlanda di elicriso e ghiande mostra due figure femminili alate e i simboli delle costellazioni dell'ariete, toro, gemelli, cancro e leone. Tipico della dea è anche il nimbo circolare intorno alla testa ed il copricapo a kalathos, qui a forma di torre o di mura cittadine. La testa, le mani ed i piedi in bronzo sono frutto di un restauro ottocentesco, effettuato in occasione del trasferimento da Roma a Napoli.

## Descrizione
Come anche per altre copie di epoca romana tratte da originali greci antecedenti di secoli, vi si possono trovare libere variazioni nella forma, come negli abiti della dea.
In questa statua l'immagine veste un chitone (χιτών) stretto sotto un grembiule (ἐπενδύτης) legato da una cintura. Sul busto propendono un insieme di "mammelle", che secondo alcuni intendono rappresentare gli scroti di toro offerti alla dea: la castrazione di questi animali a lei sacrificati indica il potere che la dea ha sugli uomini e la garanzia che essa offre sulla loro fertilità. La corona cilindrica (πόλος) e l'aureola sono in alabastro, frutto del restauro di Alberto Albacini; la testa, i piedi e le mani sono in bronzo, opera del restauro di Giuseppe Valadier.